# Miguel (serie de televisión)
Miguel es una serie de televisión dramática israelí que se emitió por primera vez en Israel en Hot 3 en enero de 2018. La serie fue creada por Tom Salama y Daphna Levine y está protagonizada por Ran Danker como un hombre gay que adopta un niño de Guatemala. La historia está vagamente basada en las propias experiencias de Salama, que viajó a Centroamérica cuando era más joven para adoptar un niño.

## Sinopsis
Tom, un hombre gay está decidido a convertirse en padre y lograr su sueño de adoptar un niño. Viaja a Guatemala donde adopta a un niño de 5 años, Miguel y regresa con el niño a Israel. Miguel se obstina en aceptar su nueva vida y dieciséis años después regresa a Guatemala en busca de su madre biológica. Tom, sin embargo, está decidido a proteger a Miguel de un secreto que ha estado ocultando desde la adopción.

## Reparto
- Ran Danker como Tom, el padre adoptivo del personaje titular
- Raúl Méndez como Martín, coordinador de la oficina de adopción de Guatemala
- Aviv Karmi como Amira, la amiga de Tom que le acompaña a Guatemala
- Omer Ben David como Miguel, el hijo adoptivo adulto de Tom
- Miguelito Sojuel como el joven Miguel, el niño que Tom adopta
- Adam Karst como Zohar
- María Telón como Mamá de Miguel

## Recepción
Miguel ganó el premio especial de interpretación al mejor reparto de conjunto en Canneseries. El Financial Times elogió la actuación de Miguelito Sojuel interpretando al personaje titular más joven: "Sojuel se destaca como un huérfano que se niega obstinadamente a abrazar la nueva vida que su padre adoptivo ha planeado para él. Agarrando un balón de fútbol como si su vida dependiera de ello, domina la pantalla con sus ojos desafiantes: orgulloso de lo que es y firmemente impasible ante los halagos envueltos en regalos."
En Israel, la serie recibió una crítica positiva por parte de Walla!, describiéndola como una serie "fuerte" que "presiona todos los botones correctos". El medio de comunicación continuó elogiando las actuaciones del reparto y concluyó que es "una mirada conmovedora a una historia humana áspera y sensible, llena de bellos momentos"."